# Lars Görling
Lars Roland Görling, född 23 augusti 1931 i Högalids församling i Stockholm, död 31 juli 1966 i Järna (skriven i Adolf Fredriks församling i Stockholm), var en svensk författare, regissör och manusförfattare.
Görling fick stor uppmärksamhet efter Vilgot Sjömans filmatisering av hans roman 491. På grund av filmens starka sexuella scener väckte den en häftig censurdebatt.
Görling tog sitt liv i sin sommarstuga 1966. Han är begravd på Skogskyrkogården i Stockholm.

## Filmografi

### Regi
- 1965 – Tills. med Gunilla månd. kväll o. tisd.
- 1967 – Stimulantia

### Manus
- 1964 – 491
- 1965 – Tills. med Gunilla månd. kväll o. tisd.
- 1967 – Stimulantia